# Siły Systemów Bezzałogowych Sił Zbrojnych Ukrainy
Siły Systemów Bezzałogowych Sił Zbrojnych Ukrainy (ukr. Сили Безпілотних Систем Збройних Сил України), skrótowo SSB SZU (ukr. СБС ЗСУ) – jeden z wyodrębnionych rodzajów Sił Zbrojnych Ukrainy.

## Historia
Zostały utworzone 11 czerwca 2024 roku na podstawie decyzji prezydenta Wołodymyra Zełenskiego z dnia 6 lutego 2024 roku. Ich podstawą stała się m.in. część z sześćdziesięciu siedmiu kompanii uderzeniowych systemów bezzałogowych już obecnych w innych strukturach SZU, a powstałych wcześniej w ramach międzyresortowego projektu o nazwie Armia Dronów oraz już istniejące samodzielne jednostki walki BSP, jak np. 14 Samodzielny Pułk BSP. Dowódcą SSB SZU został mianowany pułkownik Wadym Sucharewski.
Wyodrębnienie sił bezzałogowych statków powietrznych (BSP) było podyktowane koniecznością usprawnienia zarządzania ich użytkowaniem i serwisowaniem w związku z ich intensywnym wykorzystywaniem celem rekompensacji rosyjskiej przewagi w artylerii, samolotach czy pojazdach opancerzonych.